# Discord and Harmony
Discord and Harmony è un cortometraggio muto del 1914 diretto da Allan Dwan. Sceneggiato da Arthur Rosson, il film fu interpretato da Murdock MacQuarrie e Pauline Bush. Nel ruolo di uno scultore, appare anche il nome di Lon Chaney.

## Produzione
Il film fu prodotto dall'Universal Film Manufacturing Company.

## Distribuzione
Distribuito dall'Universal Film Manufacturing Company, il film - un cortometraggio in tre bobine - uscì nelle sale cinematografiche USA il 17 marzo 1914.
Non si conoscono copie ancora esistenti della pellicola che viene considerata presumibilmente perduta.